# بياتريس بيلباو
بياتريس بيلباو (بالإسبانية: Beatriz Bilbao) هي ملحنة فنزويلية، ولدت في 8 ديسمبر 1951.